# Brontops
Brontops is een geslacht van uitgestorven zoogdieren dat voorkwam in het Vroeg-Oligoceen.

## Beschrijving
Dit enorme dier was groter dan een neushoorn met zijn schofthoogte van tweehonderdvijftig centimeter. Op de kop stonden opvallende benige uitsteeksels, die gebruikt werden bij gevechten, om de rangorde in de groep te bepalen. Daarbij konden ernstige verwondingen worden toegebracht, gezien de ribbreuken bij gevonden skeletten.

## Leefwijze
Dit dier leefde in moerassige bossen.

## Vondsten
Resten van dit dier werden gevonden in gesteenten in veengebieden in Noord-Amerika.